# Sabiote
Sabiote é um município da Espanha na província de Jaén, comunidade autónoma da Andaluzia, de área 112,3 km² com população de 4194 habitantes (2004) e densidade populacional de 36,89 hab/km².

## Demografia
| Variação demográfica do município entre 1991 e 2004 | Variação demográfica do município entre 1991 e 2004 | Variação demográfica do município entre 1991 e 2004 | Variação demográfica do município entre 1991 e 2004 |
| --------------------------------------------------- | --------------------------------------------------- | --------------------------------------------------- | --------------------------------------------------- |
| 1991                                                | 1996                                                | 2001                                                | 2004                                                |
| 4303                                                | 4325                                                | 4171                                                | 4141                                                |